# Ираклио (Атика)
Вижте пояснителната страница за други значения на Ираклио.
Ираклио (на гръцки: Ηράκλειο) е град в Гърция, регион Атика, северно предградие на столицата Атина.
Част е от Атинския метрополен район и се намира в северната му част. Населението му е 45 926 жители (според данни от 2011 г.), а площта – 4,638 кв. км. Намира се в часова зона UTC+2.
Пощенският му код е 144 хх, телефонният – 210, а МПС кодът – Ζ.